# Milton Rokeach
Milton Rokeach, właśc. Mendel Rokicz (ur. 27 grudnia 1918 w Hrubieszowie, zm. 25 października 1988) – amerykański psycholog społeczny żydowskiego pochodzenia, urodzony w Polsce.
Wykładał na Uniwersytecie Stanu Michigan, Uniwersytecie Zachodniego Ontario, Waszyngtońskim Uniwersytecie Stanowym oraz Uniwersytecie Południowej Kalifornii. Dzieło Przegląd psychologii ogólnej (ang. Review of General Psychology) opublikowane w 2002 r. uczyniło Rokeacha osiemdziesiątym piątym na liście najczęściej cytowanych psychologów XX wieku.

## Młodość
Urodził się w rodzinie żydowskiej w Hrubieszowie. Rokeach wyemigrował wraz ze swoimi rodzicami w wieku 7 lat do Stanów Zjednoczonych. Po ukończeniu Brooklyn College, Rokeach w 1947 r. uzyskał tytuł doktora na Uniwersytecie Kalifornijskim w Berkeley.

## Wkład w rozwój psychologii
W latach 1959–1961 Rokeach prowadził eksperyment, który polegał na obserwacji wzajemnych interakcji trzech chorych psychicznie w Szpitalu Miejskim w Ypsilanti. Każdy z uczestników eksperymentu – na skutek choroby psychicznej – przekonany był, że jest Jezusem Chrystusem. Książka, w której Rokeach opisał prowadzony przez siebie eksperyment, zatytułowana Trzej Chrystusi z Ypsilanti (ang. „The Three Christs of Ypsilanti”) stała się inspiracją dla twórców scenariusza filmowego, teatralnego i dwóch oper.
W połowie XX wieku Rokeach prowadził badania na terenie południowych stanów USA, których celem była próba ustalenia co leży u podstaw uprzedzeń rasowych. Odkrył, iż pomiędzy uprzedzeniami rasowymi a statusem socjoekonomicznym istnieje stosunek odwrotnie proporcjonalny. Z przeprowadzonych przez siebie badań wysnuł wniosek, że uprzedzenia pozwalają niżej sytuowanym jednostkom dowartościować się.
Ostatnie lata kariery, Rokeach poświęcił pisaniu książki Natura ludzkich wartości (ang. The Nature of Human Values) wydanej w 1973 roku, oraz opracowywaniu Skali Wartości Rokeacha. W swoim ostatnim dziele założył, że relatywnie niewiele „granicznych ludzkich wartości” jest punktem odniesienia służącym wszystkim ludziom do formułowania swoich postaw i opinii, a także, że poprzez pomiar stosunków pomiędzy tymi wartościami przewidzieć można takie cechy jednostki jak polityczne sympatie i antypatie, czy wierzenia religijne. Jego teoria stała się przyczynkiem do przeprowadzenia serii eksperymentów na społeczności małego miasteczka w stanie Waszyngton, które wykazały, iż zmiany wartości jakimi rządzą się ludzie mają wymierny wpływ na zmiany w wydawanych przez nich opiniach.

## Nagrody
W 1984 r. Rokeach otrzymał Nagrodę im. Kurta Lewina przyznawaną przez Amerykańskie Towarzystwo Psychologiczne, zaś w 1988 r. otrzymał Nagrodę im. Harolda Lasswella przyznawaną przez Międzynarodowe Stowarzyszenie Psychologii Politycznej.

## Publikacje
- The Open and Closed Mind (1960)
- Beliefs, Attitudes, and Values (1968)
- The Three Christs of Ypsilanti (1964)
- The Nature of Human Values (1973)